# David M. Potter
David Morris Potter (6 décembre 1910 à Augusta, en Géorgie – 18 février 1971) est un historien américain, spécialiste de l'histoire du Sud des États-Unis.
Il remporte le prix Pulitzer d'histoire de manière posthume en 1977, pour son ouvrage The Impending Crisis, 1848-1861 (en).

## Biographie
Né en Géorgie le 6 décembre 1910, il est diplômé de la Richmond Academy, puis de l'université Emory en 1932. À Yale, il étudie sous la direction de Ulrich Bonnell Phillips (en), et obtient son doctorat en 1940. il publie en 1942 Lincoln and His Party in the Secession Crisis. Professeur d'histoire à Yale de 1942 à 1961 et à Stanford de 1961 à 1971, il dirige de nombreuses thèses et membre de plusieurs comités et conseils universitaires. Il a également occupé la chaire Walgreen à l'université de Chicago, et celle du Commonwealth Fund à l'université de Londres. Il tient aussi la chaire Harold Vyvyan Harosworth d'histoire américaine (Harold Vyvyan Harmsworth Professor of American History (en)) à l'université d'Oxford en 1947. Il est l'un des promoteurs de l'étude de l'histoire des femmes.
Il remporte de manière posthume le prix Pulitzer d'histoire remis en 1977 pour son ouvrage publié l'année précédente, lui aussi de manière posthume, et intitulé The Impending Crisis, 1848-1861. Il s'agit d'une histoire et d'une analyse des causes de la Guerre de Sécession. Il est connu dans l'historiographie pour son approche nationale de l'histoire du Sud. Il rejette le modèle conflictuel formulé par Charles Austin Beard et met en exergue le profond consensus au niveau des valeurs américaines dans la population de l'époque. Il se considérait lui-même comme conservateur. Il est l'un des représentants de la Consensus history (en), opposée aux historiens positionnés plus à gauche dont le mouvement émerge pendant les années 1960.

## Publications
- The Impending Crisis, 1848-1861, terminé et publié par Don E. Fehrenbacher (1976).
- Lincoln and His Party in the Secession Crisis, new introduction by Daniel W. Crofts, Louisiana State U. Pr., 1995. 408 pp.
- People of Plenty: Economic Abundance and the American Character (1954)
- The South and the Sectional Conflict (1968)
- "American Women and the American Character" in American Character and Culture in a Changing World: Some Twentieth-century Perspectives (Greenwood Press, 1979): 209-225.
- History and American Society: Essays of David M. Potter. ed. by Don E. Fehrenbacher, Oxford U. Press, 1973. 422 pp.
- "The Historian's Use of Nationalism and Vice Versa", American Historical Review, Vol. 67, No. 4 (Jul., 1962), p. 924–950 in JSTOR
- "An Appraisal of Fifteen Years of the Journal of Southern History, 1935-1949," Journal of Southern History, Vol. 16, No. 1 (Feb., 1950), p. 25–32 in JSTOR
- "The Historical Development of Eastern-Southern Freight Rate Relationships", Law and Contemporary Problems, Vol. 12, No. 3,  (Summer, 1947), p. 416–448 in JSTOR
- "Horace Greeley and Peaceable Secession", Journal of Southern History, Vol. 7, No. 2 (May, 1941), p. 145–159 in JSTOR